# Placówka Straży Granicznej w Gorzowie Wielkopolskim
Placówka Straży Granicznej w Kostrzynie nad Odrą/ Gorzowie Wielkopolskim – graniczna jednostka organizacyjna polskiej straży granicznej realizująca zadania w ochronie granicy państwowej.

## Powołanie i zmiany organizacyjne
Z dniem 31 grudnia 2013 roku placówka SG w Kostrzynie nad Odrą została zniesiona, a w jej miejsce powołano Placówkę Straży Granicznej w Gorzowie Wielkopolskim. Pierwotnie PSG w Gorzowie Wielkopolskim miała swoją siedzibę w Kostrzynie nad Odrą. Z dniem 1 listopada 2014 roku placówka rozpoczęła funkcjonowanie w Gorzowie Wielkopolskim przy ulicy Strażackiej 36 a .

## Terytorialny zasięg działania
od znaku granicznego nr 521 do znaku granicznego nr 568 .
Linia rozgraniczenia:
1. Z placówką Straży Granicznej w Szczecinie: wyłącznie znak graniczny nr 568, dalej granica gmin Kostrzyn nad Odrą i Witnica oraz Boleszkowice i Dębno[2] .
2. Z placówką Straży Granicznej w Świecku: włącznie znak graniczny nr 521 dalej granica gmin Słubice, Rzepin i Ośno Lubuskie oraz Górzyca i Słońsk[2] .

Poza strefą nadgraniczną obejmuje powiaty: strzelecko-drezdenecki, gorzowski, m.p. Gorzów, z powiatu międzyrzeckiego gminy: Bledzew, Międzyrzecz, Przytoczna, Pszczew, Skwierzyna, z powiatu sulęcińskiego gminy: Krzeszyce, Lubniewice, Sulęcin .

## Komendanci placówki
- płk SG Stanisław Piórkowski[kiedy?]
- ppłk SG Robert Łukaszewicz[kiedy?]
- mjr SG Wojciech Kaliciak[kiedy?]
- ppłk SG Andrzej Grzęda[kiedy?]
- ppłk SG Dariusz Kalczyński[kiedy?]
- ppłk SG Krzysztof Słowik[3]